# Sunken Danish
|  | Denne artikel er oprettet af botten Steenthbot ud fra en ekstern database. Den kan derfor have sproglige fejl eller mangler. Denne skabelon kan fjernes efter kontrol af indholdet. |

Sunken Danish er en dansk spillefilm fra 2012 instrueret af Kasper Juhl.

## Medvirkende
- Sanne Oskjær Christiansen, Lovergirl
- Nickolai Jensen, Smoothie
- Rose Milling, Cowgirl
- Lina Nemi Nielsen, Girl in Basement